# Distrito electoral de Chappell (condado de Deuel, Nebraska)
Chappell (en inglés: Chappell Precinct) es un distrito electoral ubicado en el condado de Deuel en el estado estadounidense de Nebraska. En el Censo de 2010 tenía una población de 669 habitantes y una densidad poblacional de 3,28 personas por km².

## Geografía
Chappell se encuentra ubicado en las coordenadas 41°9′58″N 102°30′15″O / 41.16611, -102.50417. Según la Oficina del Censo de los Estados Unidos, Chappell tiene una superficie total de 204.06 km², que corresponden a tierra firme.

## Demografía
Según el censo de 2010, había 669 personas residiendo en Chappell. La densidad de población era de 3,28 hab./km². De los 669 habitantes, Chappell estaba compuesto por el 98.51% blancos, el 0.15% eran afroamericanos, el 0.15% eran amerindios, el 0.15% eran asiáticos y el 1.05% pertenecían a dos o más razas. Del total de la población el 1.49% eran hispanos o latinos de cualquier raza.